# Krzesisława
Krzesisława, Krzesława – staropolskie imię żeńskie, złożone z członów Krzesi- („wskrzeszać, przywracać do życia, podnosić”) i -sława. Znaczenie imienia: „odnawiająca sławę”. W zapisach staropolskich zachowała się krótsza forma Krzesława i zdrobniała Krzechna (1388 rok).
Zdrobnienia: Krzesia, Krzysia.
Krzesisława imieniny obchodzi 22 maja i 11 września.
Męskie odpowiedniki: Krzesisław, Krzecsław, Krzesław, Krzysław.